# رادولف کرچیل
رادولف کرچیل (چکی: Rudolf Krčil؛ ۵ مارس ۱۹۰۶ – ۳ آوریل ۱۹۸۱) یک بازیکن فوتبال و سرمربی اهل چکسلواکی بود.

## باشگاهی
از باشگاه‌هایی که در آن بازی کرده‌است می‌توان به باشگاه فوتبال اسلاویا پراگ اشاره کرد.

## تیم ملی
وی سابقه ۲۰ بازی برای تیم ملی فوتبال چکسلواکی را در کارنامه دارد.